# Toon Bauman
Antoon (Toon) Bauman (Den Haag, 10 november 1926) is een Nederlands voormalig voetballer die als verdediger speelde.
Bauman kwam tijdens de Tweede Wereldoorlog in het eerste elftal van ADO. In 1950 ging hij professioneel voetbal spelen in de Franse Ligue 2 bij FC Nantes. Na twee seizoenen keerde hij terug maar mocht pas in het seizoen 1953/54 weer voor ADO spelen omdat de Nederlandse Voetbalbond spelers die als prof gespeeld hadden automatisch een schorsing oplegde. Bij de invoering van de profvoetbal in Nederland ging hij voor de Haagse profs spelen die een jaar later fuseerden tot Holland Sport. Na zijn profcarrière heeft Bauman tot op hoge leeftijd gevoetbald bij Hvv RAS.

## Carrièrestatistieken
| Seizoen         | Club            | Land            | Competitie        | Competitie | Competitie | Beker | Beker | Internationaal | Internationaal | Overig | Overig | Totaal | Totaal |
| Seizoen         | Club            | Land            | Competitie        | Wed.       | Dlp.       | Wed.  | Dlp.  | Wed.           | Dlp.           | Wed.   | Dlp.   | Wed.   | Dlp.   |
| --------------- | --------------- | --------------- | ----------------- | ---------- | ---------- | ----- | ----- | -------------- | -------------- | ------ | ------ | ------ | ------ |
| 1954/55         | BVC Den Haag    | Nederland       | NBVB (Afgebroken) | –          | 0          | –     | –     | –              | –              | 0      | 0      | –      | 0      |
| 1954/55         | Holland Sport   | Nederland       | Eerste klasse A   | –          | 0          | –     | –     | –              | –              | 0      | 0      | –      | 0      |
| 1955/56         | SHS             | Nederland       | Hoofdklasse B     | –          | 0          | –     | –     | –              | –              | 0      | 0      | –      | 0      |
| Carrière totaal | Carrière totaal | Carrière totaal | Carrière totaal   | –          | 0          | 0     | 0     | 0              | 0              | 0      | 0      | –      | 0      |